# 圣地亚哥·培尼亚
圣地亚哥·培尼亚·帕拉西奥斯（西班牙語：Santiago Peña Palacios，西班牙語發音：[sanˈtjaɣo ˈpeɲa paˈlasjos]；1978年11月16日—），現任巴拉圭总统、政治人物、经济学家。曾任巴拉圭中央银行董事和巴拉圭财政部长。1996年至2016年期间曾是真正激进自由党的黨員。2018年作為紅黨總統初選候選人但角逐失敗，後由紅黨推派的候選人马里奥·阿夫多·贝尼特斯在大選中當選成為總統。2023年得以代表紅黨參選總統並當選。培尼亞支持與中華民國保持外交關係。